# 全缘叶山萮菜
全缘叶山萮菜（学名：Eutrema integrifolium）也称北疆山萮菜，为十字花科山萮菜属下的一个种。